# Mastwijk
Mastwijk (52° 03′ N, 4° 57′ L) é uma vila dos Países Baixos, na província de Utrecht. Mastwijk pertence ao município de Montfoort, e está situada a 6 km sudeste de Woerden.
A área de Mastwijk, que também inclui as partes periféricas da cidade, bem como a zona rural circundante, tem uma população estimada em 430 habitantes.